# 愛知県道214号松本名古屋線

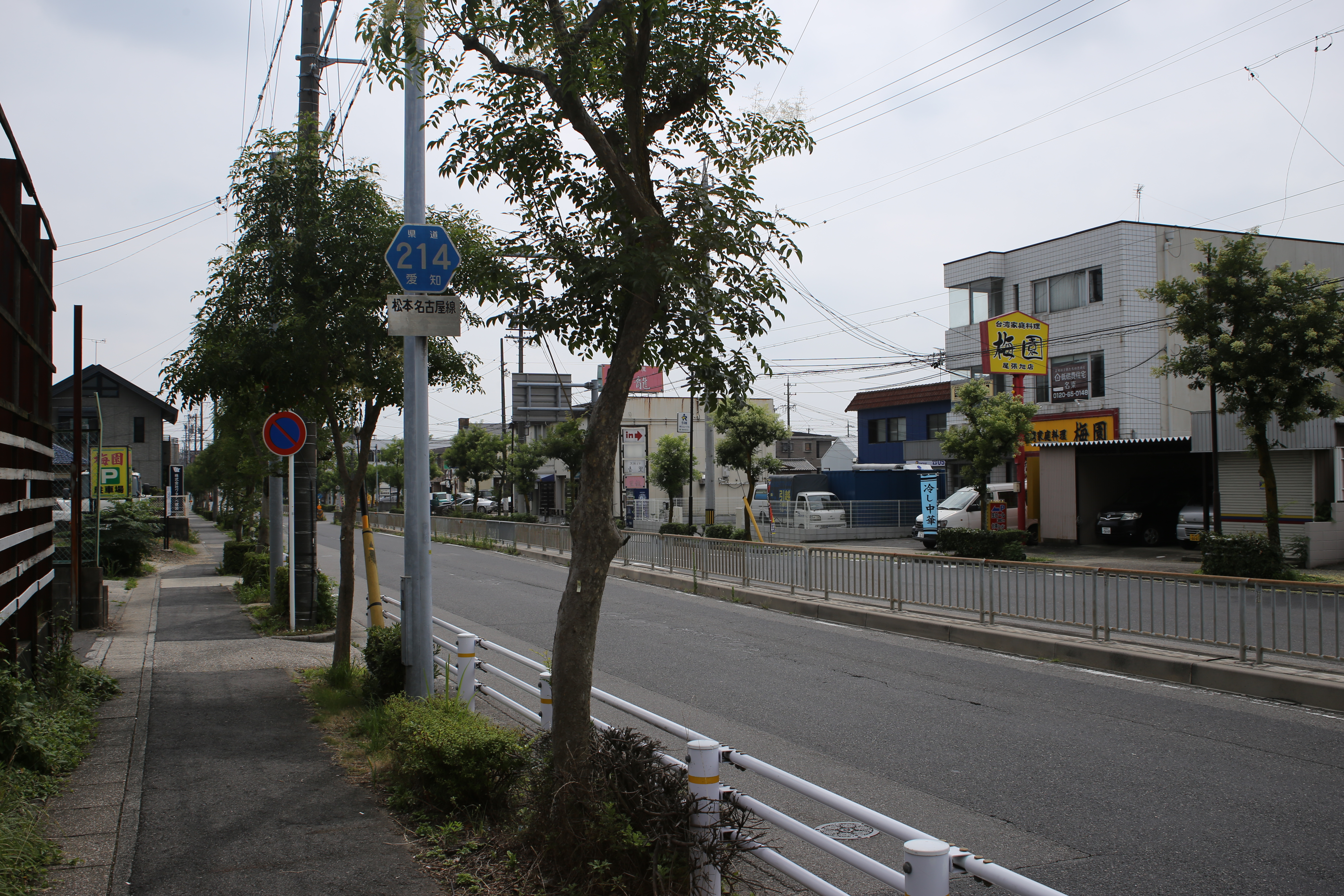
尾張旭市内（2016年7月）

愛知県道214号松本名古屋線（あいちけんどう214ごう まつもとなごやせん）は、愛知県春日井市から同県名古屋市守山区に至る一般県道である。元々は現在の出川町5丁目、6丁目、大留町3丁目、4丁目、5丁目にかけて道路が伸びていたものを区画整理による廃道とし、国道155号の路線を水平から直角に変更し本道及び将来守山区上志段味方面に延伸する道路を接続とし現在の出川橋東交差点が新設された経緯がある。

## 概要

### 路線データ
- 起点：愛知県春日井市松本町
- 終点：愛知県名古屋市守山区四軒家

## 沿革
- 1959年12月15日 認定

## 路線状況

### 別名
- 山手通り（尾張旭市）

### 重複区間
- 国道155号（春日井市出川町3丁目〈不二小学校前交差点〉 - 同8丁目）

## 地理

### 通過する自治体
- 愛知県
  - 春日井市 - 名古屋市（守山区） - 尾張旭市 - 名古屋市（守山区）

### 交差する道路
- 愛知県道508号内津勝川線（下街道）（春日井市松本町）
- 国道155号（不二小学校前交差点 - 出川橋東交差点間で重複）
- 愛知県道205号下半田川春日井線（王富橋西交差点）
- 愛知県道15号名古屋多治見線（竜泉寺街道）（新中志段味交差点）
- 愛知県道75号春日井長久手線（雨池交差点）
- 愛知県道213号篠木尾張旭線（労災病院西交差点 - 印場西交差点間で重複）
- 愛知県道61号名古屋瀬戸線（瀬戸街道）（印場西交差点）
- 愛知県道208号上半田川名古屋線（山手通り）（東山町1丁目交差点 - 尾張旭市西山町地内間で重複）
- 国道363号（出来町通）・愛知県道215号田籾名古屋線（出来町通）・愛知県道59号名古屋中環状線（森孝新田交差点）

## 沿線

### 春日井市
- 中部大学
- 春日井ファッションモール

### 名古屋市守山区
- 愛知県立守山高等学校
- 守山区志段味支所
- 産業技術総合研究所中部センター

### 尾張旭市
- 旭労災病院
- 小幡緑地（東園）
- 名鉄瀬戸線 印場駅
- ピアゴ印場店
- 尾張旭市立瑞鳳小学校
- リンナイ 旭工場
- 中部電力パワーグリッド 旭名東営業所